# Brug 1082
Brug 1082 was een bouwkundig kunstwerk in Amsterdam-Zuidoost.

## Geschiedenis
Vanaf 1966 werd er in de wijk druk gewerkt aan de infrastructuur. Daarbij werd gekozen voor gescheiden verkeersstromingen. Snelverkeer reed middels dreven over halfhoge dijklichamen, langzaam verkeer ging over paden op maaiveldniveau, Daarbij werd een soort ringweg geprojecteerd van wat de Bijlmerdreef, 's-Gravendijkdreef, Karspeldreef en Groesbeekdreef zouden worden; de straatnamen waren bij het intekenen nog niet bekend.
Toen daar enkele jaren rond 1970 de grootscheepse bebouwing kwam lag die ringweg er al. Om het verkeer naar en langs de bebouwing te verzorgen kregen genoemde dreven en hun kunstwerken allerlei aangekoppelde kunstwerken, zogenaamde parallelviaducten, alhoewel Brug 1082 loodrecht op de Karspeldreef werd gebouwd. Ze had de bedoeling het verkeer te regelen tussen de Karspeldreef en de traditioneel gebouwde flat Hogevecht tegenover de kruising Karspeldreef en Huntumdreef. Alhoewel er nog maar weinig over dit bouwwerk bekend is, is de betrokken architect zeer vermoedelijk Dirk Sterenberg werkend bij de Dienst der Publieke Werken. Hij ontwierp alle kunstwerken (zie bijvoorbeeld de Huntumbrug) in en rondom genoemde ringweg en verzorgde ook menig platform zoals deze.
Amper twintig jaar verder, in de jaren negentig, kwam er een grote sanering op gang. Er werden flats afgebroken om plaats te maken voor laagbouw en een deel van de Karspeldreef werd afgegraven. Die sanering haalde echter niet de omgeving van de Hogevechtflats. De Karspeldreef bleef hier halfhoog, de flats met bijbehorende parkeergarages bleven staan. Wat wel verdween was deze opstelplaats (vermoedelijk 2004); in plaats daarvan kwam er een sterk dalend/klimmend kronkelend af- en toerit van en naar de Karspeldreef; de ingang van de parkeergarage was niet langer op de eerste verdieping, maar op maaiveldniveau.
<<< · 1000 · 1001 · 1002 · 1003 · 1004 · 1005 · 1006 · 1007 · 1008 · 1009 · 1010 · 1011 · 1012 · 1013 · 1014 · 1018 · 1028 · 1029 · 1030 · 1032 · 1033 · 1034 · 1035 · 1036 · 1037 · 1038 · 1039 · 1040 · 1041 · 1044 · 1045 · 1046 · 1048 · 1049 · 1050 · 1051 · 1062 · 1063 · 1064 · 1065 · 1066 · 1067 · 1076 · 1077 · 1078 · 1083 · 1090 · 1092 · 1093 · 1094 · 1095 · 1096 · 1097 · 1098 · 1099 · >>>
Brugnummers  1015, 1016, 1017, 1019, 1020, 1021, 1022, 1023, 1024, 1025, 1026, 1027, 1031, 1042, 1043, 1047, 1052/1053 (niet gebouwd), 1054, 1055, 1056, 1057, 1058, 1059, 1060, 1061, 1068, 1069-1075, 1079, 1080, 1081, 1082, 1084-1088, 1089 en 1091 (onbekend) zijn niet meer vergeven. De meesten daarvan zijn gesloopt in verband met sanering Zuidoost. Alle bruggen lagen en liggen in Zuidoost behalve bruggen 1000 en 1002.